# Canoeing tại Đại hội Thể thao châu Á 2022
Bộ môn đua Canoeing tại Đại hội Thể thao châu Á 2022 được tổ chức tại Trung tâm thể thao dưới nước Phụ Dương, Hàng Châu, Trung Quốc.

## Lịch thi đấu
| VL | Vòng loại | BK | Bán kết | CK | Chung kết |

| ND↓/Ngày →    | 30/9 Thứ 7 | 30/9 Thứ 7 | 1/10 CN | 1/10 CN | 2/10 Thứ 2 | 3/10 Thứ 3 | 4/10 Thứ 4 | 5/10 Thứ 5 | 6/10 Thứ 6 | 6/10 Thứ 6 | 7/10 Thứ 7 | 7/10 Thứ 7 |        |        |        |        |
| Sprint        | Sprint     | Sprint     | Sprint  | Sprint  | Sprint     | Sprint     | Sprint     | Sprint     | Sprint     | Sprint     | Sprint     | Sprint     | Sprint | Sprint | Sprint | Sprint |
| ------------- | ---------- | ---------- | ------- | ------- | ---------- | ---------- | ---------- | ---------- | ---------- | ---------- | ---------- | ---------- | ------ | ------ | ------ | ------ |
| Nam C-1 1000m | VL         | BK         |         |         | CK         |            |            |            |            |            |            |            |        |        |        |        |
| Nam C-2 500m  | VL         | BK         |         |         | CK         |            |            |            |            |            |            |            |        |        |        |        |
| Nam C-2 1000m |            |            |         |         |            | CK         |            |            |            |            |            |            |        |        |        |        |
| Nam K-1 1000m | VL         | BK         |         |         | CK         |            |            |            |            |            |            |            |        |        |        |        |
| Nam K-2 500m  | VL         | BK         |         |         | CK         |            |            |            |            |            |            |            |        |        |        |        |
| Nam K-4 500m  |            |            | VL      | BK      |            | CK         |            |            |            |            |            |            |        |        |        |        |
| Nữ C-1 200m   |            |            | VL      | BK      |            | CK         |            |            |            |            |            |            |        |        |        |        |
| Nữ C-2 200m   |            |            |         |         |            | CK         |            |            |            |            |            |            |        |        |        |        |
| Nữ C-2 500m   |            |            |         |         | CK         |            |            |            |            |            |            |            |        |        |        |        |
| Nữ K-1 500m   |            |            | VL      | BK      |            | CK         |            |            |            |            |            |            |        |        |        |        |
| Nữ K-2 500m   | VL         | BK         |         |         | CK         |            |            |            |            |            |            |            |        |        |        |        |
| Nữ K-4 500m   |            |            |         |         |            | CK         |            |            |            |            |            |            |        |        |        |        |
| Slalom        |            |            |         |         |            |            |            |            |            |            |            |            |        |        |        |        |
| Nam C-1       |            |            |         |         |            |            |            | VL         | BK         | CK         |            |            |        |        |        |        |
| Nam K-1       |            |            |         |         |            |            |            | VL         |            |            | BK         | CK         |        |        |        |        |
| Nữ C-1        |            |            |         |         |            |            |            | VL         |            |            | BK         | CK         |        |        |        |        |
| Nữ K-1        |            |            |         |         |            |            |            | VL         | BK         | CK         |            |            |        |        |        |        |

## Quốc gia tham dự
Tổng cộng có 213 vận động viên đến từ 20 quốc gia tranh tài bộ môn Canoeing tại Đại hội Thể thao châu Á 2022:

- Afghanistan (1)
- Trung Quốc (17)
- Hồng Kông (8)
- Ấn Độ (17)
- Indonesia (7)
- Iran (15)
- Iraq (3)
- Nhật Bản (15)
- Kazakhstan (24)
- Kyrgyzstan (4)
- Ma Cao (4)
- Nepal (1)
- Philippines (2)
- Singapore (8)
- Hàn Quốc (16)
- Tajikistan (7)
- Đài Bắc Trung Hoa (5)
- Thái Lan (26)
- Uzbekistan (22)
- Việt Nam (11)

## Danh sách huy chương

### Slalom

#### Nam
| Nội dung | Vàng                       | Bạc                         | Đồng                              |
| -------- | -------------------------- | --------------------------- | --------------------------------- |
| C-1      | Xie Yuangcong · Trung Quốc | Anvar Klevleev · Uzbekistan | Alexandr Kulikov · Kazakhstan     |
| K-1      | Quan Xin · Trung Quốc      | Yuuki Tanaka · Nhật Bản     | Wu Shao-hsuan · Đài Bắc Trung Hoa |

#### Nữ
| Nội dung | Vàng                              | Bạc                               | Đồng                               |
| -------- | --------------------------------- | --------------------------------- | ---------------------------------- |
| C-1      | Huang Juan · Trung Quốc           | Anastassiya Ananyeva · Kazakhstan | Haruka Okazaki · Nhật Bản          |
| K-1      | Chang Chu-han · Đài Bắc Trung Hoa | Li Lu · Trung Quốc                | Yekaterina Tarantseva · Kazakhstan |

### Sprint

#### Nam
| Nội dung   | Vàng                                                                 | Bạc                                                                          | Đồng                                                                            |
| ---------- | -------------------------------------------------------------------- | ---------------------------------------------------------------------------- | ------------------------------------------------------------------------------- |
| C-1 1000 m | Lai Kuan-chieh · Đài Bắc Trung Hoa                                   | Vladlen Denisov · Uzbekistan                                                 | Timofey Yemelyanov · Kazakhstan                                                 |
| C-2 500 m  | Kazakhstan (KAZ) · Sergey Yemelyanov · Timur Khaidarov               | Nhật Bản (JPN) · Masato Hashimoto · Ryo Naganuma                             | Iran (IRI) · Adel Mojallali · Seyed Kia Eskandani                               |
| C-2 1000 m | Uzbekistan (UZB) · Shokhmurod Kholmuradov · Nurislom Tukhtasin Ugli  | Kazakhstan (KAZ) · Timofey Yemelyanov · Sergey Yemelyanov                    | Ấn Độ (IND) · Arjun Singh · Sunil Singh Salam                                   |
| K-1 1000 m | Zhang Dong · Trung Quốc                                              | Shakhriyor Makhkamov · Uzbekistan                                            | Kirill Tubayev · Kazakhstan                                                     |
| K-2 500 m  | Trung Quốc (CHN) · Bu Tingkai · Wang Congkang                        | Hàn Quốc (KOR) · Cho Gwang-hee · Jang Sang-won                               | Iran (IRI) · Sepehr Saatchy · Peyman Ghavidel Siah Sofiani                      |
| K-4 500 m  | Trung Quốc (CHN) · Bu Tingkai · Wang Congkang · Zhang Dong · Dong Yi | Hàn Quốc (KOR) · Cho Gwang-hee · Jo Hyun-hee · Jang Sang-won · Jeong Ju-hwan | Nhật Bản (JPN) · Keiji Mizumoto · Akihiro Inoue · Taishi Tanada · Seiji Komatsu |

#### Nữ
| Nội dung  | Vàng                                                               | Bạc                                                                  | Đồng                                                                                               |
| --------- | ------------------------------------------------------------------ | -------------------------------------------------------------------- | -------------------------------------------------------------------------------------------------- |
| C-1 200 m | Lin Wenjun · Trung Quốc                                            | Orasa Thiangkathok · Thái Lan                                        | Mariya Brovkova · Kazakhstan                                                                       |
| C-2 200 m | Trung Quốc (CHN) · Shuai Changwen · Lin Wenjun                     | Kazakhstan (KAZ) · Margarita Torlopova · Ulyana Kisseleva            | Uzbekistan (UZB) · Shokhsanam Sherzodova · Nilufar Zokirova                                        |
| C-2 500 m | Trung Quốc (CHN) · Xu Shixiao · CN Mengya                          | Kazakhstan (KAZ) · Rufina Iskakova · Mariya Brovkova                 | Thái Lan (THA) · Orasa Thiangkathok · Aphinya Sroichit                                             |
| K-1 500 m | Li Dongyin · Trung Quốc                                            | Stephenie Chen · Singapore                                           | Hediye Kazemi · Iran                                                                               |
| K-2 500 m | Trung Quốc (CHN) · Yin Mengdie · Wang Nan                          | Kazakhstan (KAZ) · Olga Shmelyova · Irina Podoinikova                | Uzbekistan (UZB) · Ekaterina Shubina · Arina Tanatmisheva                                          |
| K-4 500 m | Trung Quốc (CHN) · Li Dongyin · Yin Mengdie · Wang Nan · CN Yuewen | Hàn Quốc (KOR) · Choi Ran · Lee Han-sol · Jo Shin-young · Lee Ha-lin | Uzbekistan (UZB) · Shakhrizoda Mavlonova · Arina Tanatmisheva · Ekaterina Shubina · Yuliya Borzova |

## Medal table
| Hạng                | Đoàn                | Vàng | Bạc | Đồng | Tổng số |
| ------------------- | ------------------- | ---- | --- | ---- | ------- |
| 1                   | Trung Quốc          | 12   | 1   | 0    | 13      |
| 2                   | Đài Bắc Trung Hoa   | 2    | 0   | 1    | 3       |
| 3                   | Kazakhstan          | 1    | 5   | 5    | 11      |
| 4                   | Uzbekistan          | 1    | 3   | 3    | 7       |
| 5                   | Hàn Quốc            | 0    | 3   | 0    | 3       |
| 6                   | Nhật Bản            | 0    | 2   | 2    | 4       |
| 7                   | Thái Lan            | 0    | 1   | 1    | 2       |
| 8                   | Singapore           | 0    | 1   | 0    | 1       |
| 9                   | Iran                | 0    | 0   | 3    | 3       |
| 10                  | Ấn Độ               | 0    | 0   | 1    | 1       |
| Tổng số (10 đơn vị) | Tổng số (10 đơn vị) | 16   | 16  | 16   | 48      |